# Refuge du Couvercle
Das Refuge du Couvercle ist eine Schutzhütte der Sektion Chamonix-Mont-Blanc des Club Alpin Français im Mont-Blanc-Massiv auf 2687 m Höhe beim Mer de Glace.

## Geschichte und Name
Eine erste Hütte wurde 1904 im Schutz eines dachförmigen Granitblocks errichtet. Sie bot erst Platz für 12 Personen und nach einer Erweiterung 1911 für 26 Personen. In diesem Zustand besteht sie bis heute, nur die hölzernen Außenwände wurden mit Aluminium verkleidet. Von 1930 bis 1932 wurde in geringer Entfernung eine zweite größere Hütte aus Steinen errichtet, die zuerst 70 Personen aufnehmen konnte und nach einer Erweiterung von 1950 bis 1952 120 Personen. In diesem Zustand besteht sie, abgesehen von kleineren Veränderungen, bis heute.
Der Name Refuge du Couvercle kommt von dem überhängenden Granitblock (Couvercle), unter dem die erste Hütte (Refuge) steht. Sie wird heute als Winterraum genutzt.

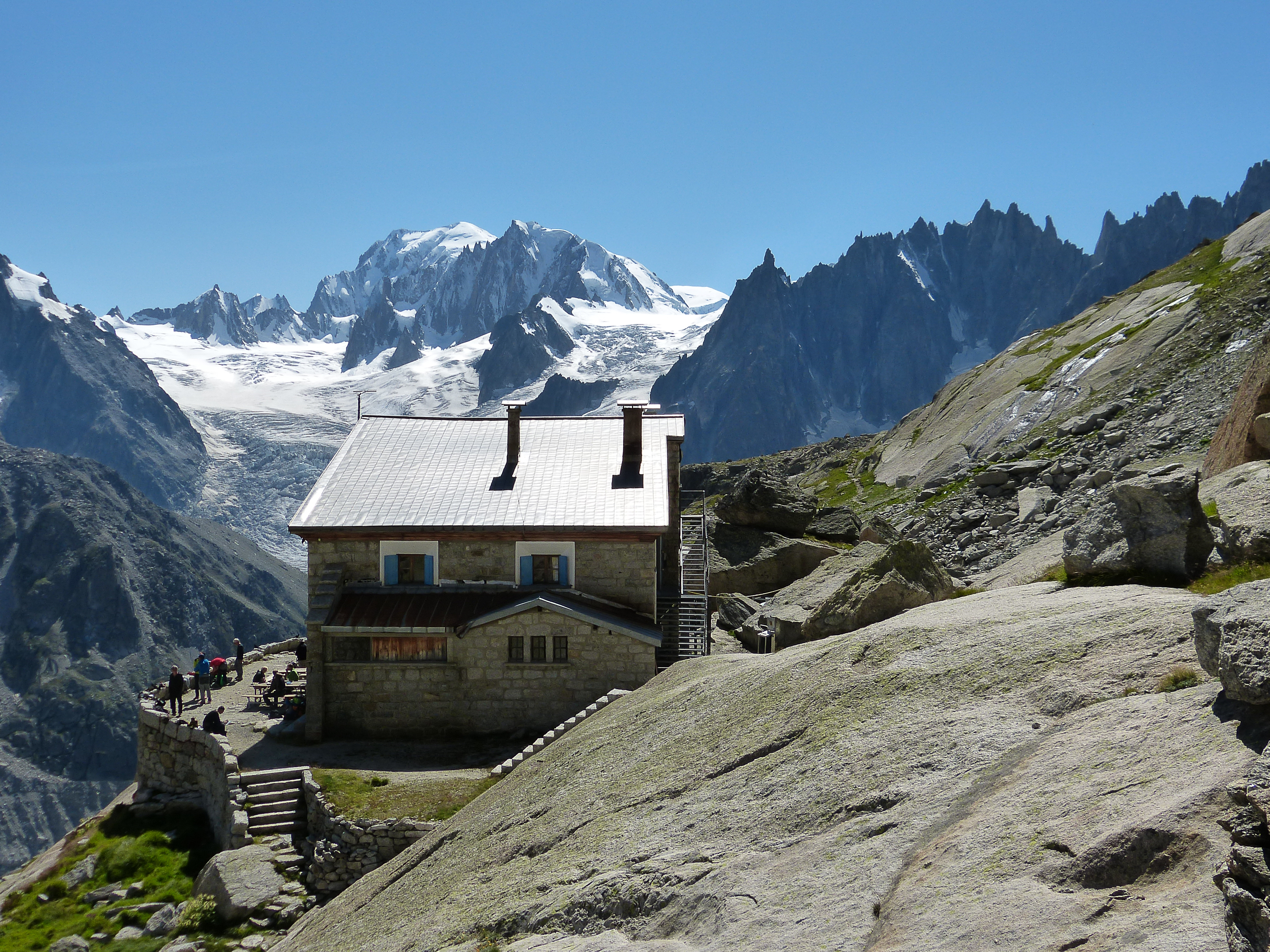
Ansicht der zweiten Hütte mit dem Mont Blanc im Hintergrund
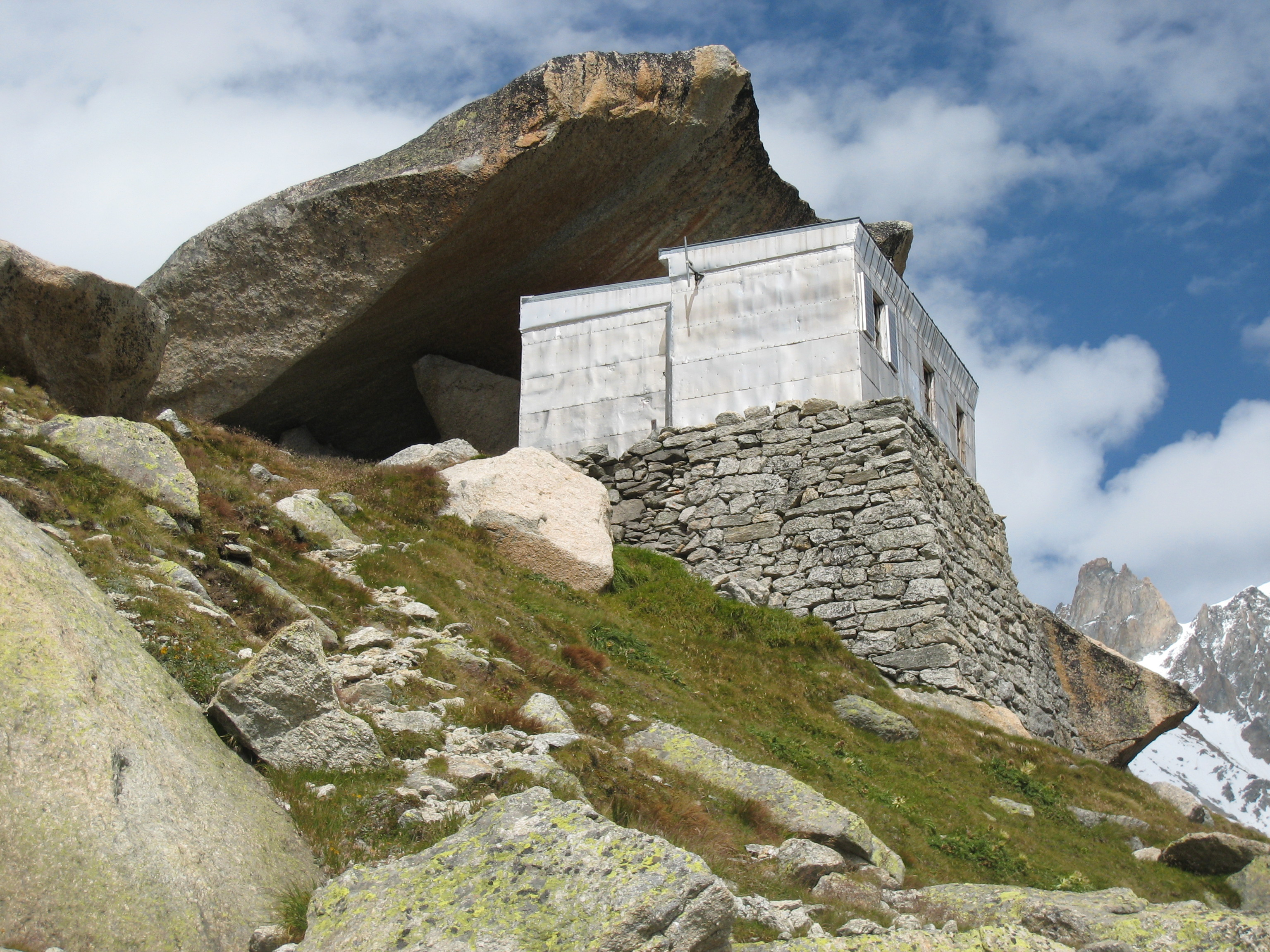
Die erste Hütte